# Oligopol
Oligopolul este o formă a concurenței imperfecte, constând dintr-o structură de piață caracterizată printr-un număr foarte limitat de vânzători mari, care asigură cea mai mare parte a ofertei unui anumit bun sau serviciu, solicitat de numeroși cumpărători sau consumatori, și care sunt conștienți de interdependența lor în adoptarea de decizii strategice, privitoare la prețul, volumul producției și calitatea produselor, fapt care le conferă o poziție dominantă colectivă. , 
Numărul de vânzători prezenți pe piață este suficient de mic, iar puterea economică a fiecăruia dintre ei este destul de mare, pentru ca acțiunile întreprinse de fiecare firmă, luată separat, să aibă un impact semnificativ asupra condițiilor generale de vânzare-cumpărare de pe piața bunului sau serviciului respectiv. 
Un oligopol se caracterizează prin:
- numărul redus de producători prezenți pe piață, dar care au o forță economică mare. Se consideră oligopol dacă pe piață există cel puțin trei producători. Dacă sunt doar doi sau unul, se consideră că există un duopol sau un monopol.
- există bariere la intrarea pe piață în calitate de producător
- este o formă mai mult caracteristică țărilor dezvoltate
- este foarte clar evidențiată diferențierea mărfurilor
- producătorii dețin un oarecare grad de control al prețurilor

Deoarece în cadrul unui oligopol fiecare producător sau vânzător cunoaște foarte bine procentul pe care îl deține din piața produsului sau a serviciului respectiv și pentru că orice modificare a prețului sau a volumului producției de către una din firmele oligopoliste este reflectată în volumul de vânzări al celorlalte, există tendința ca gradul de interdependență între firme să fie foarte mare, încât fiecare firmă trebuie să-și stabilească prețul și producția în funcție de reacția celorlalte firme din oligopol, astfel că odată stabilite, prețurile într-un oligopol sunt rigide. 
De obicei, oligopoliste sunt piețele producției siderurgice, ale automobilelor, ale mașinilor și echipamentelor destinate energeticii și industriei chimice, deoarece complexitatea utilajelor și tehnologiilor nu permit apariția mai multor firme mici.
În cazurile de concurență, termenul "oligopol" este utilizat, adesea, și pentru a desemna situațiile în care un mic număr de mari vânzători domină, împreună, structura concurențială și în care ceilalți vânzători, mai mici, se adaptează la comportamentul acestora. Marii vânzători sunt calificați, atunci, ca „oligopoliști”. 
Cazul similar, din punct de vedere al cumpărătorilor, se numește oligopson.

La problemele întreprinzătorilor oligopoliști s-au găsit două tipuri de soluții: cu sau fără acordul părților.  Se numește acord orice contract care restrânge lupta concurențială între companii. Forma maximă de înțelegere, cea care maximizează beneficiile oligopolistilor este cartelul, un acord între toți producătorii industriei, care pot avea următoarele forme:  
- concurență fără prețuri: fiecare companie încearcă să îmbunătățească calitatea, prezentarea sau orice alt factor, dar respectând prețul stabilit de comun acord.
- împărțirea cotelor-părți sau a piețelor: fiecărei întreprinderi i se distribuie o zonă unde poate să vândă, i se fixează o producție maximă care nu poate fi depășită.